# Хазари (музичка група)
Музички састав Хазари основан је 1991. године у Нишу. Музички израз овог састава заснован је на народном стваралаштву Балкана, али са идејом стварања оригиналне културе („Нова музика Балкана“) кроз примену знања из области фолклора, џеза, озбиљне и поп музике. Управо из тог разлога, овај састав је тешко сврстати у један одређени жанр. 

## О саставу
Идејни творац Хазара је Драгомир Миленковић - Јога. Миленковић је организатор свих активности и аутор свих композиција које се налазе на програму Хазара. Сам назив, састав је добио инспирисан литературом књижевника Милорада Павића. Први концерт одржали су 1993. године у Нишу, а затим и у Београду. Исте године објавили су први албум - „Чувари истине“. Албум доноси фолклорно обојени New Age звук. Године 1996. састав се сели у Београд, где је постојало веће интересовање за музику којом се састав бавио. Боравак у Београду омогућио је већу активност састава, па наступају на фестивалима, гостују у телевизијским емисијама, сарађују са музичарима сличне оријентације. Временом, састав је постао радионица за „Нову балканску музику“. Уместо инструменталног концепта, састав се све више оријентисао на вокализован дизајн.

## Чланови и сарадници састава
У првобитној постави Хазара су поред Миленковића били и Јосип Хартл - Јошко, Зоран Талевић, Горан Илић и Горан Ђорђевић. Током година, чланови састава су се мењали. Кроз групу су прошли следећи музичари:
- Милорад Милошевић
- Александар Добријевић
- Милан Брковић
- Мирослав Карловић
- Игор Малешевић
- Дамир Савковић
- Дејан Павловић
- Огњен Беадер
- Филип Крумес
- Мања Ристић
- Славиша Павловић - Стенли
- Теута Аслани
- Дејан Шкопеља
- Калин Георгиев
- Никос Соулиотис

Састав је сарађивао и наступао са великим бројем познатих музичара. Неки од њих су Корнелије Ковач, Мадам Пијано, Јована Бацковић, Никола Александров.

## Дискографија

### ЦД издања
- Чувари истине 1993. (КПГТ Ниш)
- Балкан асиметрија 1997. (ауторско издање)
- Књига пророка Еноха 1999. (Видовдан)
- Светлуцање кроз сан 2002. (Видовдан)
- Naisus XXI vek 2003. (ауторско издање)
- Гајде 2006. (Арт Прес)
- Пресек 2007. (WMAS Records)
- Светлуцање кроз сан II 2008. (ПГП РТС)
- Богумили 2014. (WMAS Records)

### Компилације
- 2004.
- 2005.